# Општина Даниловград
Општина Даниловград је општина у централној Црној Гори. Налази се у централној регији у долини ријеке Зете. Кроз Даниловград пролазе магистрални пут и жељезничка пруга који повезују два највећа града у Црној Гори, Подгорицу и Никшић. Град је утемељен 1869. године и добио је име по црногорском књазу Данилу Петровићу. У непосредној близини Даниловграда се налази манастир Ждребаоник, док је на 17ак километара удаљен и манастир Острог.
Према резултатима пописа из 2023. године имала је 18.617 становника.

## Географија
Општина Даниловград заузима простор од 501 km², а налази се у средишњем, мезорегионалном дијелу Црне Горе, што чини око 3,60% простора Црне Горе. Територију општине ¼ заузима Бјелопавлићка равница, а остали дио су брда и планине. По својој територијалној величини Даниловград спада у ред средњих општина Црне Горе. Значајну развојну предност Даниловграду пружа изванредан саобраћајни положај и веома добро развијена путна инфраструктура, близина аеродрома у Голубовцима 33, Црногорског приморја 75 km, као и планинског подручја око 100 km.
Даниловград, односно његово урбано језгро, налази се на десној обали ријеке Зете, у средишту питоме Бјелопавлићке равнице, у континенталном – средишњем дијелу Црне Горе. Урбана територија Даниловграда простире се долином ријеке Зете, која је дјелимично разбијена обронцима у виду висоравни, планине Вељи Гарач. Већи дио територије града је равничарски и налази се на надморској висини од 34 метра, на обали ријеке Зете, и на висоравни до 61 метар надморске висине. Највећи дио општине чини брдско – планински терен. У правцу исток – запад, ваздушна удаљеност крајњих тачака на територији Општине износи око 29, док је у правцу сјевер – југ око 33 km. Надморска висина на територији Општине креће се од 35 m код Малензе до 2.100 m (врх Жута Греда) у планинском дијелу на Маганику. Надморска висина ка крајњем сјеверу, на Глави Зете је 60 m. Бјелопавлићка равница, налази се претежно на надморској висини од 45 – 50 мнв и чини 25% укупне територије општине.

## Насељена мјеста
У општини се налази 90 насеља. Извршене су измјене у броју насељених мјеста у општини у односу на стари Закон о територијалној организацији: нека насељена мјеста су модификовала своја имена па су Дабојевићи, Питоме Лозе и Подглавица сада Дабовићи, Питома Лоза и Подглавице. Из насељеног места Даниловград су издвојена насељена места: Главица, Грлић и Пажићи која су и до 1974. године постојала као самостална насеља, али су послије 1974. године и све до сада биле у склопу насеља Даниловград. Формирана су и нова насељена мјеста: Глава Зете, Глизица, Грудице, Међеђе I, Међеђе II, Поткрај и Студено.

## Знаменитости

### Манастир Ждребаоник
Манастир Ждребаоник налази се на 2 km од Даниловграда. За овај манастир - цркву Св. Архангела Михаила у Ждребаонику Јегор Коваљевски, руски научник, каже: “Њу је први пут подигао српски краљ Св. Стеван, ово се може утврдити доказима, који се налазе у Морачком манастиру”. У Ждребаонику се од 1856. године чувају мошти Св. Арсенија Сремца, архиепископа српског. На овом терену (према легенди) у вријеме градње Манастира Морача (XIII вијек) изградио се манастир од камена пјешчаног »сиге«. Дугогодишња војевања, паљења, разарања, учинили су да се манастир није одржао. Постоји податак да је прије 1796. год. на простору Ждребаоника била »бијела анђелска црква«. Петар I Петровић помиње је као цркву гдје су се ратници причешћивали прије битке на Мартинићима. Тек 1818. год. на темељима постојеће подигнута је нова црква посвећена Светом Архангелу Михаилу. Преправљена је и дозидан јој је звоник 1926. године. Посебан значај овај манастир добија од 1856. године, када су у њему (послије дугог путешествија), смјештене мошти Светог Арсеније - Сремца, који је био насљедник Светог Саве на трону српске цркве, кога је он рукоположио. Од 1991. год. овај манастир воде и опслужују монахиње. Манастир Ждребаоник је у последње вријеме изградио модеран манастирски конак, библиотеку и радионицу за »писање икона«. Овај манастир у току историје одиграо је значајну улогу у окупљању бјелопавлићких братстава како у добрим, тако и у »злим« временима. Ждребаоник је велико саборно мјесто, а уједно и парохијска црква. Десети новембар је крсна слава овог манастира, а о госпоиндану се окупља локално становништво у порти овог манастира.

### Манастир Острог
Горњи Манастир Острог – Највеће православно светилиште словенског југа, налази се на 900 m надморске висине, наслоњен је на високу окомиту стијену, у планинском масиву Острошке греде. Специфичан по мјесту на коме се налази, Манастир Острог представља једно од највреднијих културно историјских и духовних мјеста у Црној Гори. На простору Горњег манастира, својевремено су живјели монаси. Прије доласка Светог Василија у Манастир Острог, 1651. године у Горњем манастиру постојале су испосничке ћелије. Његовим доласком оне су обновљене и у њима је живио Василије као митрополит, све до године 1671. када се упокојио. Ћелије су изгорјеле у пожару 1923, да би већ наредне године биле обновљене.
Манастир је смјештен у природној пећини, коју је као своју испосничку ћелију користио и сам монах, Свети Василије Острошки, митрополит захумско-херцеговачки у другој половини 17. вијека. Састоји се од двије црквице пећинског типа и оне представљају главну споменичку вриједност духовне културе.
Доња је посвећена Ваведењу Пресвете Богородице, изграђена 1774. године, а горња посвећена Часном Крсту, саграђена је 1665. године. Свети Василије Острошки је умро 12. маја 1671. године, а његове мошти у ћивоту, почивају у овој цркви. Дивне фреске на њиховим зидовима највјероватније потичу из 17. вијека.
Горњу цркву Часног Крста, на мјесту испоснице преподобног Исаије, подигао је по благослову Светог Василија, први острошки игуман Исаија. Необично, њен олтар се налази на југу, а улаз на сјеверу. Живопис ове цркве, завршен је 1667. године, представља ремек дјело поствизантијског фрескосликарства. Писани документи из старије епохе за овај манастир нису сачувани.

## Становништво
Према попису из 2011. године општина има 18.472 становника, а 2023. 18.617 становника.

### Национални састав становништва општине по попису 2023. године
| Национални састав (са уделом преко 1%)‍ | Национални састав (са уделом преко 1%)‍ | Национални састав (са уделом преко 1%)‍ | Национални састав (са уделом преко 1%)‍ | Национални састав (са уделом преко 1%)‍ |
| -------------------------------------- | -------------------------------------- | -------------------------------------- | -------------------------------------- | -------------------------------------- |
|                                        |                                        |                                        |                                        |                                        |
| Црногорци                              | Црногорци                              |                                        | 10.670                                 | 57,31%                                 |
| Срби                                   | Срби                                   |                                        | 6.589                                  | 35,39%                                 |
| остали                                 | остали                                 |                                        | 719                                    | 3,86%                                  |
| неизјашњени                            | неизјашњени                            |                                        | 642                                    | 3,44%                                  |

### Национални састав становништва општине по попису 2011. године
| Национални састав (са уделом преко 1%)‍ | Национални састав (са уделом преко 1%)‍ | Национални састав (са уделом преко 1%)‍ | Национални састав (са уделом преко 1%)‍ | Национални састав (са уделом преко 1%)‍ |
| -------------------------------------- | -------------------------------------- | -------------------------------------- | -------------------------------------- | -------------------------------------- |
|                                        |                                        |                                        |                                        |                                        |
| Црногорци                              | Црногорци                              |                                        | 11.857                                 | 64,19%                                 |
| Срби                                   | Срби                                   |                                        | 5.001                                  | 27,07%                                 |
| остали                                 | остали                                 |                                        | 580                                    | 3,14%                                  |
| неизјашњени                            | неизјашњени                            |                                        | 1.034                                  | 5,60%                                  |

### Верски састав становништва општине по попису 2023. године
| Верски састав (са уделом преко 1%)‍ | Верски састав (са уделом преко 1%)‍ | Верски састав (са уделом преко 1%)‍ | Верски састав (са уделом преко 1%)‍ | Верски састав (са уделом преко 1%)‍ |
| ---------------------------------- | ---------------------------------- | ---------------------------------- | ---------------------------------- | ---------------------------------- |
|                                    |                                    |                                    |                                    |                                    |
| Православци                        | Православци                        |                                    | 17.331                             | 93,09%                             |
| Муслимани                          | Муслимани                          |                                    | 299                                | 1,61%                              |
| атеисти                            | атеисти                            |                                    | 266                                | 1,43%                              |
| остали                             | остали                             |                                    | 305                                | 1,67%                              |
| неизјашњени                        | неизјашњени                        |                                    | 416                                | 2,23%                              |

### Верски састав становништва општине по попису 2011. године
| Верски састав (са уделом преко 1%)‍ | Верски састав (са уделом преко 1%)‍ | Верски састав (са уделом преко 1%)‍ | Верски састав (са уделом преко 1%)‍ | Верски састав (са уделом преко 1%)‍ |
| ---------------------------------- | ---------------------------------- | ---------------------------------- | ---------------------------------- | ---------------------------------- |
|                                    |                                    |                                    |                                    |                                    |
| Православци                        | Православци                        |                                    | 17.047                             | 92,29%                             |
| Муслимани                          | Муслимани                          |                                    | 262                                | 1,42%                              |
| атеисти и агностици                | атеисти и агностици                |                                    | 193                                | 1,04%                              |
| остали                             | остали                             |                                    | 460                                | 2,49%                              |
| неизјашњени                        | неизјашњени                        |                                    | 510                                | 2,76%                              |

### Језички састав становништва општине по попису 2023. године
| Језички састав (са уделом преко 1%)‍ | Језички састав (са уделом преко 1%)‍ | Језички састав (са уделом преко 1%)‍ | Језички састав (са уделом преко 1%)‍ | Језички састав (са уделом преко 1%)‍ |
| ----------------------------------- | ----------------------------------- | ----------------------------------- | ----------------------------------- | ----------------------------------- |
|                                     |                                     |                                     |                                     |                                     |
| Српски језик                        | Српски језик                        |                                     | 9.427                               | 50,64%                              |
| Црногорски језик                    | Црногорски језик                    |                                     | 7.632                               | 40,99%                              |
| Српско-хрватски                     | Српско-хрватски                     |                                     | 543                                 | 2,92%                               |
| остали                              | остали                              |                                     | 683                                 | 3,13%                               |
| неизјашњени                         | неизјашњени                         |                                     | 432                                 | 2,32%                               |

### Језички састав становништва општине по попису 2011. године
| Језички састав (са уделом преко 1%)‍ | Језички састав (са уделом преко 1%)‍ | Језички састав (са уделом преко 1%)‍ | Језички састав (са уделом преко 1%)‍ | Језички састав (са уделом преко 1%)‍ |
| ----------------------------------- | ----------------------------------- | ----------------------------------- | ----------------------------------- | ----------------------------------- |
|                                     |                                     |                                     |                                     |                                     |
| Српски језик                        | Српски језик                        |                                     | 8.535                               | 46,21%                              |
| Црногорски језик                    | Црногорски језик                    |                                     | 8.141                               | 44,07%                              |
| остали                              | остали                              |                                     | 1.038                               | 5,62%                               |
| неизјашњени                         | неизјашњени                         |                                     | 758                                 | 4,10%                               |